# 三遊亭道楽
三遊亭 道楽（さんゆうてい どうらく、1961年10月19日 - ）は、北海道釧路市出身の落語家。五代目円楽一門会所属。本名∶斎藤 稔哉。出囃子は『のっと』。

## 来歴
北海道釧路北陽高等学校を経て、1980年に北海道教育大学釧路分校（現・北海道教育大学釧路校）小学校教員養成課程に入学した。
1983年3月、五代目三遊亭圓楽に入門、命名「道楽」で初高座。北海道生まれのため「道楽」と名付けられたか、一門などによく「道楽好き」だからそう名付けられたとネタにされる。
1986年10月に二ツ目昇進。
1991年10月、三遊亭栄楽と共に真打に昇進した。

## 芸歴
- 1983年3月 - 五代目三遊亭圓楽に入門、「道楽」を名乗る。
- 1986年10月 - 二ツ目昇進。
- 1991年10月 - 真打昇進。

## 著書
- 『落語の名台詞100』（PHP研究所、2006年3月、ISBN 9784569648811）

## テレビドラマ
- 孤独のグルメ Season3 第12話（2013年9月25日、テレビ東京） - だるまや中年男性客 役

## ラジオ
- ケイリンフラッシュ（ラジオたんぱ）